# Херострат
Херострат је био младић непознатог порекла који је 356. п. н. е. запалио најзначајније Артемидино светилиште, храм у Ефесу („ефешка богиња“), које је било једно од Седам светских чуда. Паљевина се наводно догодила у ноћи када се родио Александар Велики.. Пошто је то урадио из жеље да пошто-пото постане славан, Ефешани су забранили да ико икада спомене његово име.
Забрана, која је била пропраћена клетвом, била је невероватно строго поштована, тако да међу античким писцима који спомињу овај догађај сви као нпр. Цицерон, Плутарх, Страбон, Елијан, Лукијан, Солин, изостављају Херостратово име, са тек покојим изузетком (нпр. Теопомп).